# 도라에몽 (2005년 애니메이션)
《도라에몽》(일본어: ドラえもん)은 후지코 F. 후지오의 만화 작품 『도라에몽』을 원작으로 하는 TV시리즈 애니메이션이다. 2005년 4월부터 TV 아사히에서 방영중이다.

## 개요

### 방송 시간
| 방송 채널 | 방송 기간                         | 방송 시간                                                     |
| --------- | --------------------------------- | ------------------------------------------------------------- |
| TV 아사히 | 2005년 4월 22일 ~ 2019년 9월 27일 | 매주 금요일 저녁 7시 ~ 7시 30분                               |
| TV 아사히 | 2005년 4월 15일 ~ 2019년 9월 27일 | 매주 금요일 저녁 7시 ~ 8시 (1시간 스페셜 방영 시)             |
| TV 아사히 | 2013년 12월 30일 2014년 12월 30일 | 매년 12월 30일 오후 5시 30분 ~ 6시 30분 (연말 스페셜 방영 시) |
| TV 아사히 | 2015년 4월 10일                   | 매주 금요일 저녁 7시 ~ 7시 45분 (크레용 신짱 극장판 방영 시)  |
| TV 아사히 | 2019년 10월 5일 ~                 | 매주 토요일 오후 5시 ~ 5시 30분                               |

### 주된 역사
- 2005년 4월 15일 미즈타 와사비 성우진 도라에몽 (신 도라에몽이라고 부르기도 한다.) 방송 시작. '도라에몽의 노래(여자십이악방)'가 오프닝 테마로 사용되기 시작했다.
- 2005년 10월 21일 TV 아사히 도라에몽 방영 초장기부터 약 26년 6개월간 오프닝 테마로 사용된 '도라에몽의 노래'가 마지막으로 사용된다.
- 2005년 10월 28일 오프닝 테마가 '도라에몽의 노래'로부터, 나츠카와 리미가 노래하는 '껴안아주세요'로 변경됐다.
- 2005년 12월 31일 대편성 후 첫 그믐날 3시간 분량의 특별 프로그램을 방영해 시청률 7.2%를 기록했다.
- 2006년 3월 4일 미즈타 와사비 성우진의 첫 번째 극장판 (도라에몽 26번째 극장판) '극장판 도라에몽: 진구의 공룡대탐험'을 공개했다.
- 2006년 12월 31일 대편성 후 2번째 그믐날 특별 프로그램을 방영해 시청률 5.7%를 기록함.
도라에몽 사상 최초의 생방송으로, 방송 시간은 3시간은 아니고 2시간으로 줄어들었다. 인기 탤런트들이 많이 출연하여 버라이어티 요소가 진하다.
- 2007년 3월 10일 미즈타 성우진 두 번째 극장판 (도라에몽 27번째 극장판) '극장판 도라에몽: 진구의 마계 대모험 7인의 마법사'를 공개했다.
- 2007년 5월 11일 오프닝 테마가 '껴안아주세요'에서 '꿈을 이루어줘 도라에몽으로 변경됨.
- 2007년 12월 31일 3번째의 그믐날 특별 프로그램을 방영했다(방송 시간은 저번과 같이 2시간). 시청률은 8.8%를 기록했다.
- 2008년 3월 8일 미즈타 성우진 세 번째 극장판 (도라에몽 28번째 극장판) '도라에몽 노비타와 초록의 거인전'을 공개했다.
- 2009년 3월 7일 미즈타 성우진 네 번째 극장판 (도라에몽 29번째 극장판) '극장판 도라에몽: 신 진구의 우주개척사'를 공개했다.
- 2009년 4월 2일 TV 아사히 도라에몽 방영 30주년
- 2009년 5월 1일 세 번째 오프닝 테마 '꿈을 이루어줘 도라에몽'의 영상이 변경되었다.
- 2009년 10월 16일 세 번째 오프닝 테마 '꿈을 이루어줘 도라에몽'의 영상이 2010년이 영화 30주년인 것을 기념해 영화 30주년 기념 버전으로 변경되었다.
- 2010년 3월 6일 미즈타 성우진 다섯번째 극장판 (도라에몽 30번째 극장판)이자 영화 도라에몽 30주년 기념작품 '극장판 도라에몽: 진구의 인어대해전'을 공개했다.
- 2010년 3월 19일 영화 30주년 스페셜 방송을 한다. 그 해의 전년도 영화 극장판 도라에몽: 신 진구의 우주개척사와 1979년 4월 2일에 방송한 TV 아사히 도라에몽 첫방송 겸 1화 "꿈의 마을 노비타랜드"를 방송한다.
- 2010년 4월 23일 꿈을 이루어줘 도라에몽의 영상이 변경되었다. (2010년 4월 23일 기준으로 꿈을 이루어줘 도라에몽은 총 4개의 오프닝이 나왔다.)
- 2015년 5월 15일 도라에몽 애니메이션 최초로 1회당 3편이 한정 기간에 걸쳐 방영되었다.

### 등장인물

#### 주연
- 도라에몽: 미즈타 와사비
- 노진구: 오오하라 메구미
- 신이슬: 카카즈 유미
- 고다 타케시 (자이언): 키무라 스바루
- 왕비실: 세키 토모카즈

#### 조연
- 오진숙
- 노장돌
- 노비 세와시
- 카미나리
- 호네카와 스네쓰구
- 왕비길

#### 게스트
- 키보 (일본어 위키백과 문서로 링크됨.)

## 주제곡

### 여는 노래

#### 일본어판
|   | 곡 명                                                                  | 노래          | 사용기간                           |
| - | ---------------------------------------------------------------------- | ------------- | ---------------------------------- |
| 1 | 도라에몽의 노래(ドラえもんのうた)                                      | 여자십이악방  | 2005년 4월 15일 ~ 10월 21일        |
| 2 | 껴안아주세요(ハグしちゃお)                                             | 나츠카와 리미 | 2005년 10월 28일 ~ 2007년 4월 20일 |
| 3 | 꿈을 이루어줘 도라에몽(夢をかなえてドラえもん)                         | mao           | 2007년 5월 11일 ~ 2009년 4월 3일   |
| 4 | 꿈을 이루어줘 도라에몽(夢をかなえてドラえもん)                         | mao           | 2009년 5월 1일 ~ 2009년 9월 18일   |
| 5 | 꿈을 이루어줘 도라에몽 (영화 30주년 기념 버전)(夢をかなえてドラえもん) | mao           | 2009년 10월 16일 ~ 2010년 3월 26일 |
| 6 | 꿈을 이루어줘 도라에몽 (夢をかなえてドラえもん)                        | mao           | 2010년 4월 23일 ~ 2017년 7월 7일   |
| 7 | 꿈을 이루어줘 도라에몽 3D 버전 (夢をかなえてドラえもん)                | mao           | 2014년 6월 6일 ~ 6월 20일          |
| 8 | 꿈을 이루어줘 도라에몽 (夢をかなえてドラえもん)                        | mao           | 2017년 7월 28일 ~ 2019년 9월 27일  |
| 9 | 도라에몽 (ドラえもん)                                                  | 호시노 겐     | 2019년 10월 5일 ~ 현재             |

#### 한국어판
|   | 곡 명                  | 노래   | 방영시작년도    | 종영년도 |
| - | ---------------------- | ------ | --------------- | -------- |
| 1 | 꿈을 이루어줘 도라에몽 | 이재현 | 신 도라에몽 1기 | 현재     |

### 닫는 노래

#### 한국어판
|   | 곡 명           | 노래   | 방영시작년도    | 종영년도 |
| - | --------------- | ------ | --------------- | -------- |
| 1 | 도라에몽의 노래 | 김현하 | 신 도라에몽 1기 | 현재     |

## 시작 타이틀 변천 과정
- 2005년 4월 15일 ~ 2008년 3월 28일(한국판: 1기~4기 중간): 어디로든 문이 열리고 주황 배경에 도라에몽의 얼굴이 우측에 있는 장면이 사용되었다. 한국판 4기에서는 어디로든 문이 열리고 초록 배경에 도라에몽의 얼굴이 가운데 있는 장면이 사용되었다.
- 2008년 4월 25일 ~ 2015년 5월 8일, 2015년 7월 24일 ~ 현재(한국판: 4기 중간~현재): 연두색 배경에 도라에몽이 주머니에서 나무 판을 꺼내고 그 판을 돌려 제목이 나타는 장면이 사용되었다. 배경 효과음은 2012년 8월 17일에 2005년 버전으로 다시 바뀌었다. 그리고 2012년 9월 14일에는 이전에 비해 나무 판 위의 타이틀 글씨체가 둥글둥글하게 바뀌었다.
- 2015년 5월 15일 ~ 2015년 7월 10일: 노란색 배경에 도라에몽의 얼굴이 나오는 장면이 사용되었다.